# 광저우 지하철 1호선
광저우 지하철 1호선 (广州地铁1号线)은 중국 광둥성 광저우에 있는 지하철 노선 중 하나이다. 광저우 지하철 종합 공사가 운영한다.

## 노선 정보
- 노선 거리 : 18.5 km
- 궤간: 1435mm (표준궤)
- 역 수 : 16
- 복선 구간: 전 노선
- 전철화 구간: 전 구간 (직류1500V/가공 전차선 방식)
- 차량 기지: 시랑 차량단
- 지상 구간 :시랑 역(西朗)~컹커우 역(坑口)
- 주행 방향: 우측 통행

## 승차
자동 판매기에 동전 모양의 IC 승차권 (토큰)을 구입하여 자동 개찰구에서 입장한다. 승차권은 하차시 회수되어 다시 사용된다. 요금은 2위안에서 6위안 대 km 구간 제 운임 계산을 채용. 1회권 외에, 반복 충전하여 사용할 선불 카드도 있다. 운영 시간은 오전 6:00에서 밤 23:00까지이다.

## 역사
1997년 6월 시랑 역 ~ 황사 역 사이가 개통되었으며, 1999년 6월 28일에 전 노선을 개통했다. 지멘스의 콘소시움에 의한 터키 프로젝트로 당시 18.5 km와 16개의 역으로 건설되었다. 컹커우 역과 시랑 역을 제외하고는 모든 역사가 지하에 있다. 21구의 냉방 장치를 갖춘 6량의 기차 차량은 ADtranz에 의해 공급되었다. 평균 운행 속도는 36 km/h이며, 전 구간을 주파하는데는 32분이 소요된다.

## 역목록

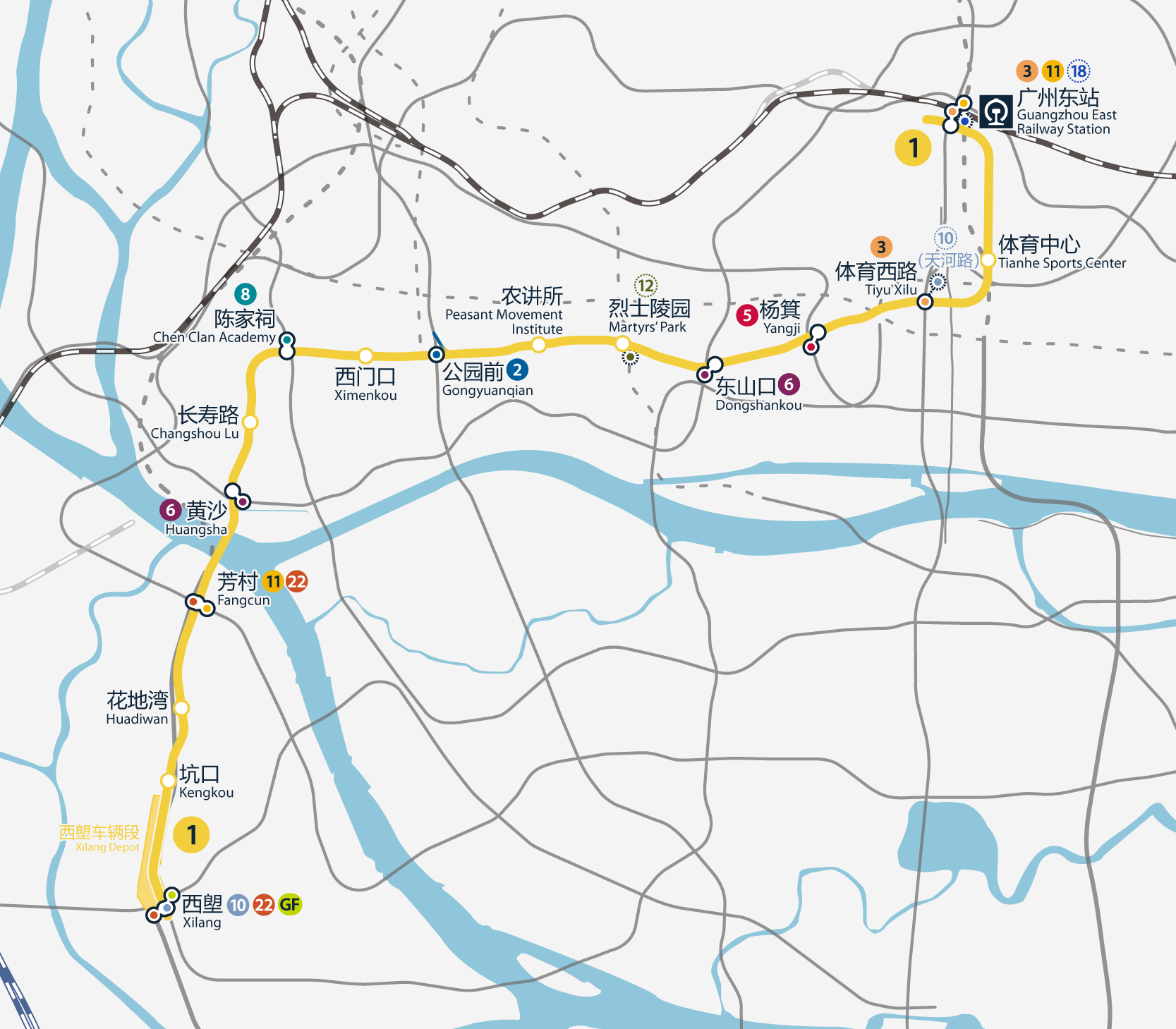
광저우 지하철 1호선의 실제 지형 노선도

| 역코드 | 역명             | 중국어   | 영어표기                       | 플랫폼 형   | 환승                                                    | 위치   |
| ------ | ---------------- | -------- | ------------------------------ | ----------- | ------------------------------------------------------- | ------ |
| 1호선  |                  |          |                                |             |                                                         |        |
| 116    | 광저우 동역      | 广州东站 | Guangzhou East Railway Station | 섬 (지하)   | ■ 3호선 ■ 11호선 (공사중) ■ 18호선 (공사중) 광저우 동역 | 톈허구 |
| 115    | 톈허 스포츠 센터 | 体育中心 | Tianhe Sports Center           | 섬 (지하)   |                                                         | 톈허구 |
| 114    | 티위 시루        | 体育西路 | Tiyu Xilu                      | 섬 (지하)   | ■ 3호선 ■ 10호선 (공사중) ■ 13호선 (공사중)             | 톈허구 |
| 113    | 양지             | 杨箕     | Yangji                         | 섬 (지하)   | ■ 5호선                                                 | 웨슈구 |
| 112    | 둥산커우         | 东山口   | Dongshankou                    | 섬 (지하)   | ■ 6호선                                                 | 웨슈구 |
| 111    | 순교자 묘지      | 烈士陵园 | Martyrs' Park                  | 섬 (지하)   | ■ 12호선 (공사중)                                       | 웨슈구 |
| 110    | 농민 운동 연구소 | 农讲所   | Peasant Movement Institute     | 섬 (지하)   |                                                         | 웨슈구 |
| 109    | 공원 전          | 公园前   | Gongyuanqian                   | 교차 (지하) | ■ 2호선                                                 | 웨슈구 |
| 108    | 시먼커우         | 西门口   | Ximenkou                       | 섬 (지하)   |                                                         | 웨슈구 |
| 107    | 진씨 아카데미    | 陈家祠   | Chen Clan Academy              | 섬 (지하)   | ■ 8호선                                                 | 리완구 |
| 106    | 창서우루         | 长寿路   | Changshou Lu                   | 섬 (지하)   |                                                         | 리완구 |
| 105    | 황사             | 黄沙     | Huangsha                       | 섬 (지하)   | ■ 6호선                                                 | 리완구 |
| 104    | 팡춘             | 芳村     | Fangcun                        | 섬 (지하)   | ■ 11호선 ■ 22호선 (공사중)                              | 리완구 |
| 103    | 화디완           | 花地湾   | Huadiwan                       | 섬 (지하)   |                                                         | 리완구 |
| 102    | 컹커우           | 坑口     | Kengkou                        | 측면 (지상) |                                                         | 리완구 |
| 101    | 시랑             | 西塱     | Xilang                         | 측면 (지상) | ■ 광포선 ■ 10호선 ■ 22호선 (공사중)                     | 리완구 |

## 같이 보기
- 광저우 지하철